# 漂砂沉積
漂砂沉積（placer）是地質或礦業學上的專有名詞。
在河水搬運沉積物（或其他搬運作用）的過程中，比重較大之岩屑或礦物常常會堆積在某些水流比較弱的地方，例如河道的兩旁或河床的坑孔，久而久之這些沉積物的量就會越來越多。這就是漂砂沉積，如果沉積物是具有經濟價值的，那麼就有成為礦床的可能性。
最為人所熟知的漂砂沉積物是金。由於金比重大，常富集於河床的坑洞，也不需要利用昂貴的儀器採集(只需要一個篩網就夠了)，因此當發現後，時常吸引許多人一同開採，這也是"淘金"一詞的由來。
其他常見的漂砂沉積物，而且具有開採價值的還有白金、錫、鑽石、重砂(獨居石成分為主，常含有微量稀土元素如釷、鈾)、鋯石等等。